# Нумерація вагонів, знаки і написи на вагонах
Нумерáція вагóнів, знáки і нáписи на вагонáх — система нумерації рухомого складу дозволяє восьмизначному номеру виконувати три функції:
- інвентарного номера одиниці рухомого складу, що не повторюється на всій мережі залізниці;
- кодового носія основної характеристики (рід, вісність, ряд технічних і експлуатаційних параметрів);
- кодового захисту від неправильного зчитування і написання номера[1].

## Вид вагона
Згідно з інструкцією кодування рухомого складу, перша цифра характеризує вид вагона й позначає:
0 — пасажирський вагон;
1 — локомотиви, колійні машини, крани тощо;
2 — універсальний критий вантажний вагон;
4 — універсальний вагон-платформа;
6 — універсальний піввагон;
7 — вагон-цистерна і бункерний піввагон;
8 — ізотермічний вагон;
3 і 9 — інші вагони (хопери, думпкари, транспортери, спеціалізовані вагони, шестивісні вагони);
5 — вагони власності промислових підприємств.

## Пасажирські вагони

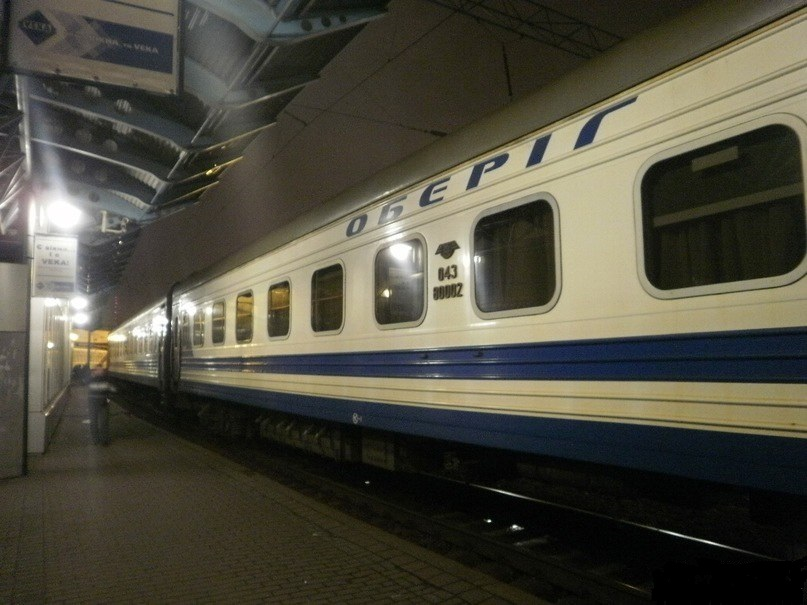
Вагон фірмового поїзду Оберіг

Цифри в номерах пасажирських вагонів мають призначення:
друга і третя цифри представляють цифровий індекс залізниці приписки пасажирського вагону (Південно-Західна залізниця — 32—33, Українська залізнична швидкісна компанія — 33, Львівська залізниця — 35—38, Одеська залізниця — 40—42, Південна залізниця — 43—44, Придніпровська залізниця — 45—47, Донецька залізниця — 48—50).
Четвера цифра визначає рід вагона:
- 0 — м'який;
- 1 — купейний;
- 2 — плацкартний;
- 3 — міжобласний;
- 4 — поштовий;
- 5 — багажний;
- 6 — вагон-ресторан;
- 7 — службово-технічний;
- 8 — пасажирський вагон власності інших підприємств.

П'ята, шоста і сьома цифри визначають різновидності типів вагонів, їх конструктивні особливості (тип планування салону, вид опалення, вид гальм).

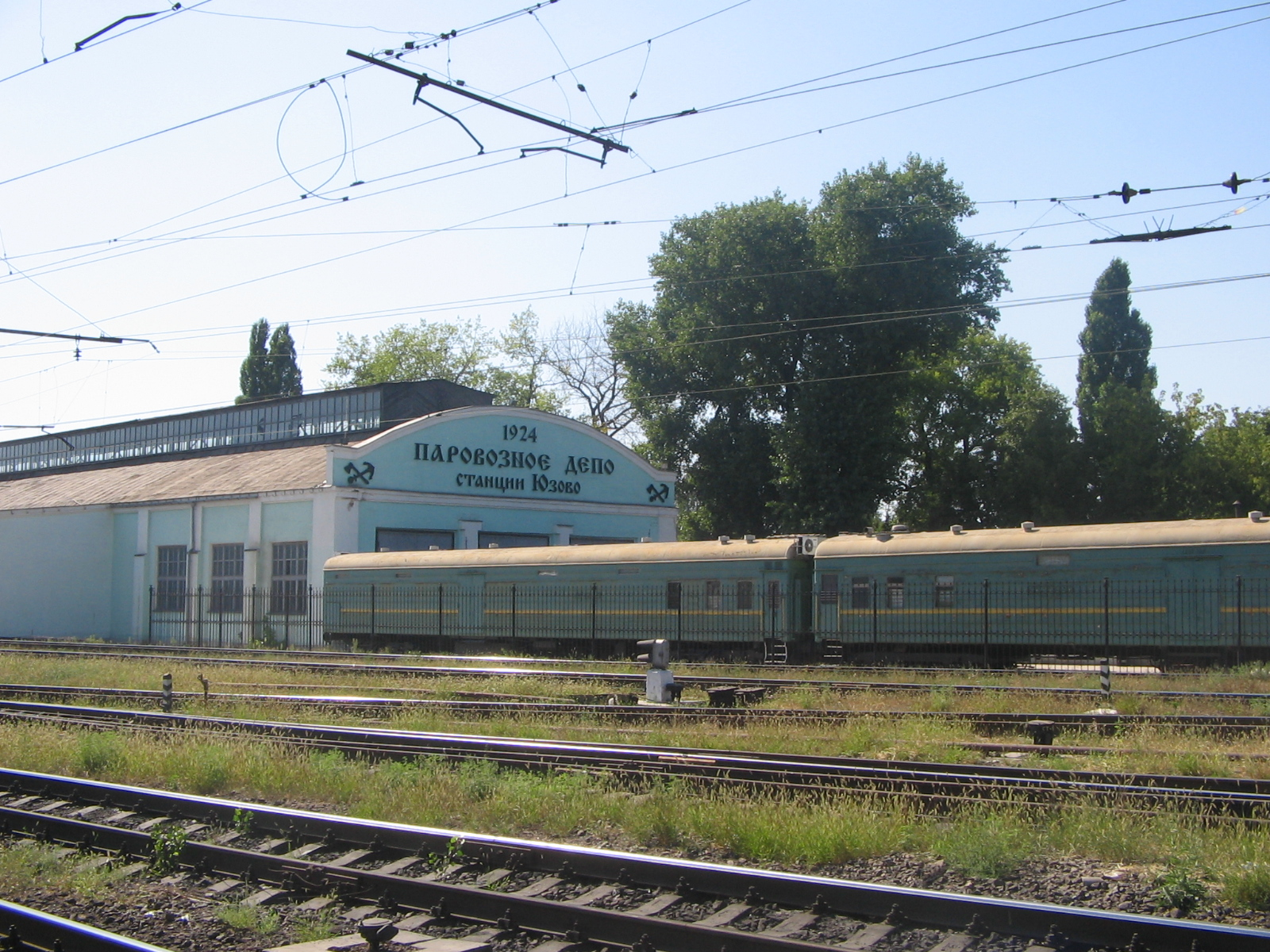
Поштові вагони на ст. Донецьк

Восьма цифра — контрольний знак. За її допомогою перевіряється правильність зчитування і написання номера вагона.
Номер вагона: 7 4 8 5 4 6 8 8
Множник: 2 1 2 1 2 1 2
Розрядні добутки: 14 4 16 5 8 6 16
Порозрядна сума: 1+4+4+1+6+5+8+6+1+6=42
Порозрядна сума, яка визначається як сума цифр, округляється до повного десятка (тобто 50) і від нього віднімається (50—42) — ця цифра і буде контрольною (8).
На середній стіні кузова пасажирського вагона з кожного боку над номером вагона наноситься герб країни. Біля вхідних дверей — кількість місць, а в нижній частині кузова — тара і місце встановлення домкрата при підніманні вагона. На торцевій стінах кузова наносяться дата і місце будування та останніх видів ремонту. Маршрут вагону вказують на дошці, яку вивішує провідник на вагоні. На вагонах РІЦ всі знаки, написи і нумерація виконуються чотирма мовами: французькою, німецькою, італійською і російською. На кузові вказується «Спальний вагон» і класність (І або II клас).

## Вантажні вагони

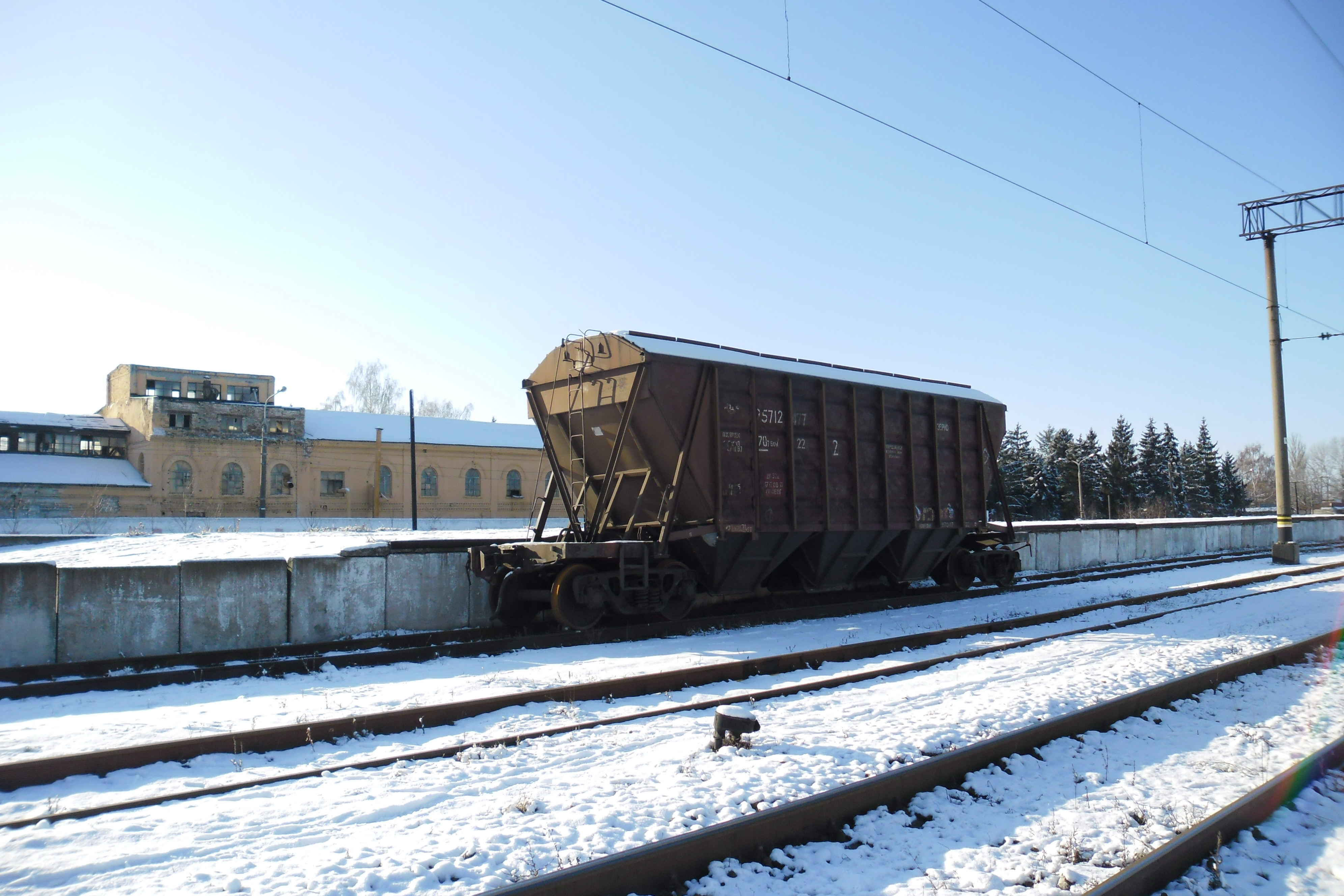
Вантажний вагон — хопер-зерновоз моделі 19-752 Румунського виробництва

У номерах вантажних вагонів наступні цифри після першої позначають:
друга цифра номера від 0 до 8 позначає чотиривісні вагони, 9 — восьмивісні і багатовісні.
Всі шестивісні вагони і вагони-транспортери віднесені до інших вагонів, номери яких починаються з цифри 3, тому друга цифра у шестивісних вагонів буде 6, у вагонів транспортерів — 9.
Для критих вагонів друга цифра позначає:
- об'єм кузова (0 — до 120 м³; 1—3 — 120 м³;
- 4—7 — більше 120 м³ з поширеним дверним отвором), для платформ — довжину рами (0 — до 13,4 м; 2—6 — 13,4 м і більше), для чотиривісних піввагонів — наявність люків і торцевих дверей (0—2 — з люками і торцевими дверима;
- 3—7 — з люками, без торцевих дверей, 8 — з глухим кузовом), для вагонів-цистерн — їхню спеціалізацію (0 — для бітуму і в'язких продуктів; 1-2 — для темних нафтопродуктів;
- 3—4 — для світлих нафтопродуктів, 6 — для хімічних продуктів, 7 — для харчових продуктів; 9 — нафтобензинові), для інших вагонів, які починаються з цифри 3 — рід вагона (0 — хопери-дозатори;
- 2—4 — думпкари;
- 6 — шестивісні вагони;
- 7 — службово-технічні вагони, 9 — вагони-транспортери), для інших вагонів, які починаються з цифри 9 — також рід вагона (0 — мінераловози, 1 — котуновози, 2 — середньотоннажні контейнеровози;
- 3 — цементовози;
- 4 — великотоннажні контейнеровози;
- 5 — зерновози;
- 6 — живорибні;
- 7 — содовози).

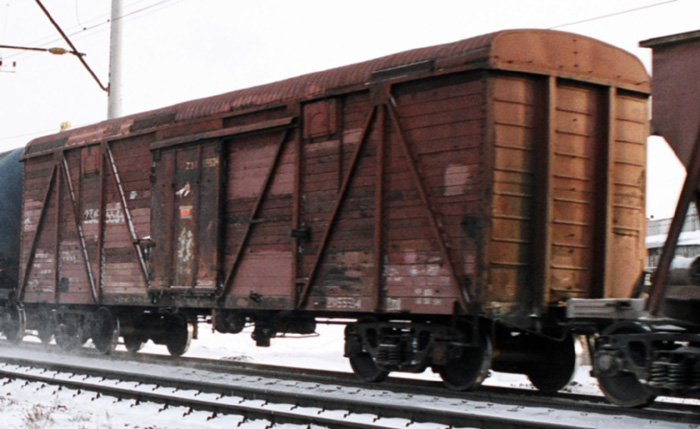
Критий вантажний вагон

Для власних і орендованих вагонів після першої цифри 5 друга позначає рід вагонів:
- 2 — криті;
- 4 — платформи;
- 6 — піввагони;
- 7 — вагон-цистерни;
- 5 — думпкари;
- 3 і 9 — інші вагони.

Для ізотермічних вагонів — їх конструктивні особливості (0 — термоми; 1 — льодовні; 3 — АРВ; 4 — секції в складі поїзда; 7 — секції 5-БМЗ).
Третя цифра для деяких видів вагонів може мати певну технічну характеристику.
Четверта, п'ята і шоста цифри визначають порядковий інвентарний номер вагона без характеристик.
Сьома цифра означає:
- 0—8 — вагон без гальмової площадки;
- 9 — вагон має гальмову площадку.

Восьма цифра — контрольний знак.

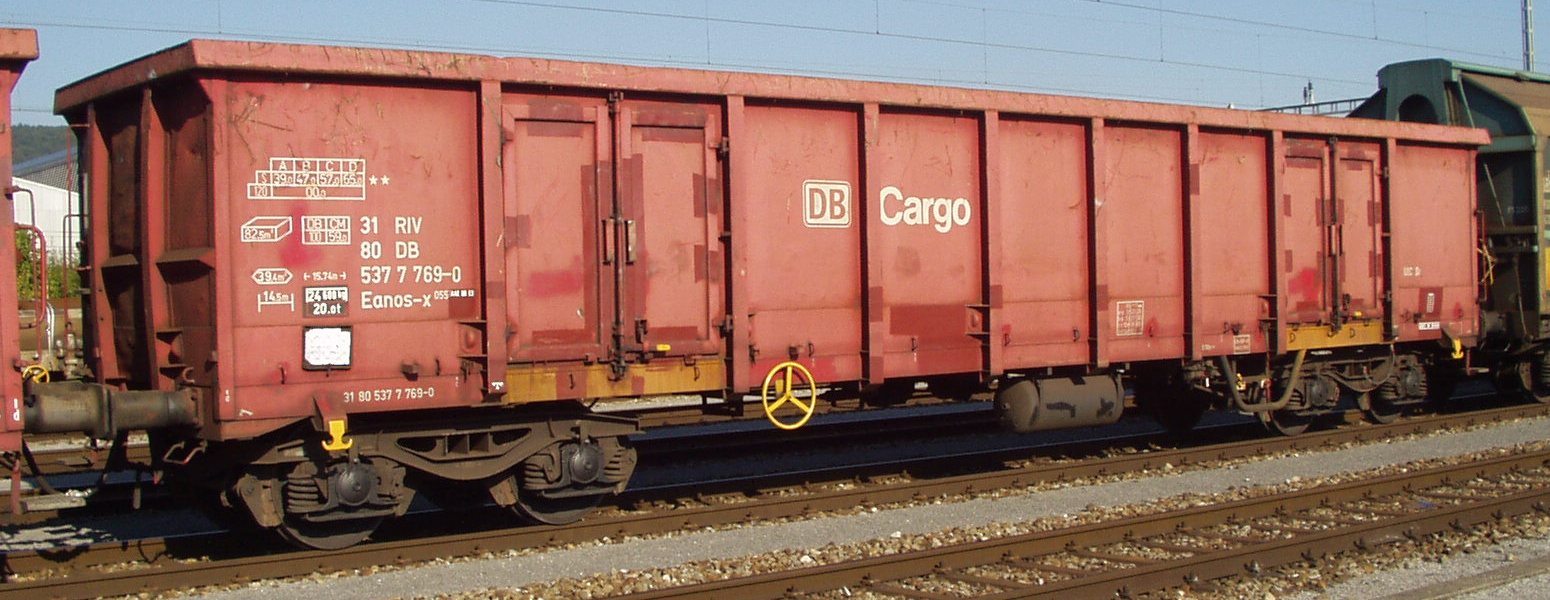
Вантажний вагон

На вантажних вагонах його номер наноситься на кузові та рамі. Крім цього, на кузові позначають вантажопідйомність, об'єм кузова, тара, дати і підприємства побудови, виконання останніх заводського і деповського ремонтів, знак залізничної адміністрації держави, які належить вагон (УЗ — України), а під номером вагона залізничний код держави власниці (22 — України).